# Cylindromyrmex schmidti
Cylindromyrmex schmidti é uma espécie de inseto do gênero Cylindromyrmex, pertencente à família Formicidae.